# Manilkara celebica
Manilkara celebica är en tvåhjärtbladig växtart som beskrevs av Herman Johannes Lam. Manilkara celebica ingår i släktet Manilkara och familjen Sapotaceae.
Artens utbredningsområde är Sulawesi. Inga underarter finns listade i Catalogue of Life.